# Caso Cumbres
El caso Cumbres (o los asesinatos de Cumbres) fue un suceso mediático ocurrido el 2 de marzo de 2006 en Monterrey, Nuevo León, México, referido al doble homicidio de María Fernanda y Érik Azur Peña Coss y al intento de asesinato de Érika Peña Coss por parte de su entonces expareja Diego Santoy Riveroll. El nombre del incidente hace referencia a la colonia en la que ocurrieron los hechos.

## Cronología de los hechos

### El crimen
La madrugada del 2 de marzo de 2006, Diego Santoy entraría de manera clandestina a la casa donde residía Erika Peña, localizada en la calle Monte Casino 2909 de la Colonia Cumbres. Una vez dentro, Santoy Riveroll sacó un arma blanca asesinando al pequeño Erik —de apenas 7 años de edad—, luego atacó a la trabajadora doméstica —de nombre Catalina Bautista— golpeándola repetidas veces antes de dejarla amordazada en el interior del baño. Después asesinó a María Fernanda —quien tenía 3 años de edad— luego de estrangularla con un cordón. Santoy Riveroll se dirigió a la habitación de Erika, reprochándole por el fin de su noviazgo, para luego proceder a atacarla con un martillo y dejarle marcas con una navaja; una de ellas terminó en su cuello.
Antes de irse del lugar, Santoy Riveroll tomó de rehén a la señora Catalina y la dejó en un punto del centro de la ciudad. Con el crimen ya consumado, el chico se lo platicó a su hermano mencionando que estaba por huir hacia el sur de México, y posteriormente, llegar a Guatemala. Aunque Diego no pudo llegar a ese país, puesto que días antes fue detenido en el estado de Oaxaca y siendo enviado a Monterrey para un posible juicio por el incidente.

### Juicio
El juicio ganó notoriedad al tratarse de dos jóvenes que provenían de familias influyentes del país; Teresa Coss —la madre de Erika y sus fallecidos hermanos— era una astróloga que trabajaba para la cadena de televisión Multimedios, y se mencionaba que los Coss movían los hilos para que la televisora retratase a Santoy Riveroll como el único victimario de una relación que, en realidad, era de mutua violencia y toxicidad. Tras arduos meses de proceso penal, el juez encontró que el joven era el responsable de los asesinatos, sentenciándolo a 138 años de prisión.
Sin embargo, Diego negó ser quien asesino a los hermanos de Erika, declarando incluso que fue ella quien acabó con sus vidas porque, según él, Erika odiaba a sus hermanos y estaba cansada de que su madre le asignara la tarea de cuidarlos, y él fue culpado para lavarse las manos en el asunto. También declaró en varios espacios que esa madrugada, al igual que en entrevistas posteriores, acudió a la casa de Erika para tener sexo y que mientras estaban en la cocina, despertaron a Erik. Esto fue lo que, según Diego, colmó la paciencia de Erika, que le dijo que asesinara al niño con un cuchillo, a lo que se había negado. Pero Erika le exigió que tomase a su hermano para apuñalarlo. Sobre María Fernanda, declaró que tuvo un «accidente» al jugar con el cordón. La versión no fue aceptada por el juez.

### Consecuencias
Santoy Riveroll sería enviado al Penal de Cadereyta, donde cumpliría su condena. Tiempo después, conoció a una chica que formaba parte de su «club de fans», con quien procreó un hijo juntos y dejando atrás su relación con Erika, quien debido al impacto emocional al presenciar el crimen, optó por rehacer su vida en la ciudad de Guanajuato al conocer a un empresario estadounidense, casándose en septiembre de 2012.
El 14 de febrero de 2020, un juez aceptó un recurso de amparo tramitado por los abogados de Santoy Riveroll, ordenando la anulación de la sentencia y la reposición de los careos. No obstante, el 1 de marzo de 2021 —un día antes de que se cumpliesen 15 años de lo sucedido—, la FGJENL dio la sentencia definitiva en contra de Santoy Riveroll, cuya condena era de 71 años por doble asesinato, intento de homicidio en contra de Erika, privación ilegal de la libertad y robo de auto. Meses después, también se dio a conocer que el domicilio en donde se ocurrió el incidente había sido demolida por razones desconocidas.
El caso se hizo viral en TikTok a finales de 2023, cuando uno de los excompañeros reclusos de Santoy Riveroll llamado Axel, dijo en un podcast creer la versión que dio Diego al juez de que Erika asesinó a sus dos hermanos y él no era más que un «chivo expiatorio». En el podcast, menciona que Santoy Riveroll era un «chico sencillo» y éste les platicaba a otros prisioneros de que con Erika intentaron matarse entre sí estando drogados.

## En la cultura popular
- En 2006, meses después de los crímenes, la banda mexicana Panda incluyó en su disco Amantes sunt amentes la canción «So violento so macabro», inspirada en el caso.[12]

- En 2013, se estrenó la película Cumbres, del director Gabriel Nuncio, también inspirada en los hechos perpetrados por Santoy Riveroll siete años atrás.[13]

- En 2024, el escritor Javier Munguía publicó su libro El caso Cumbres. Toda la verdad sobre los crímenes de Diego Santoy. Munguía aseguró que sus conocimientos sobre el caso lo inspiraron a escribirlo.[14]